# Cody Simpson
Cody Robert Simpson (Gold Coast, Queensland; 11 de enero de 1997), conocido simplemente como Cody Simpson, es un nadador, cantante, compositor y actor australiano. Ha interpretado el papel principal de Dmitry en el musical de Broadway Anastasia desde noviembre de 2018 hasta abril de 2019.

## Primeros años
Cody Simpson nació en Gold Coast, Queensland, Australia. Es hijo de Brad y Angie Simpson y tiene dos hermanos menores, Alli y Tom. Simpson asistió al All Saints Anglican School durante toda su educación y tenía talento para la natación en su juventud, dado que se entrenó en el Club de Natación de Miami bajo la supervisión del entrenador Ken Nixon. Ha ganado dos medallas de oro en los Campeonatos de Natación de Queensland y su madre Angie trabajó como voluntaria en el club.
Simpson comenzó a grabar canciones en su habitación durante el verano de 2009 en YouTube, interpretando «I'm Yours» de Jason Mraz, «Cry Me a River» y «Señorita» de Justin Timberlake, «I Want You Back» de Jackson 5, y sus propias canciones, «One» y «Perfect». Él fue descubierto posteriormente en YouTube por Shawn Campbell, productor de discos nominados al Grammy, quien ha producido para Jay-Z y otros artistas.

## Carrera

### Música

#### 2009–2011: Inicios artísticos,4 UyCoast to Coast

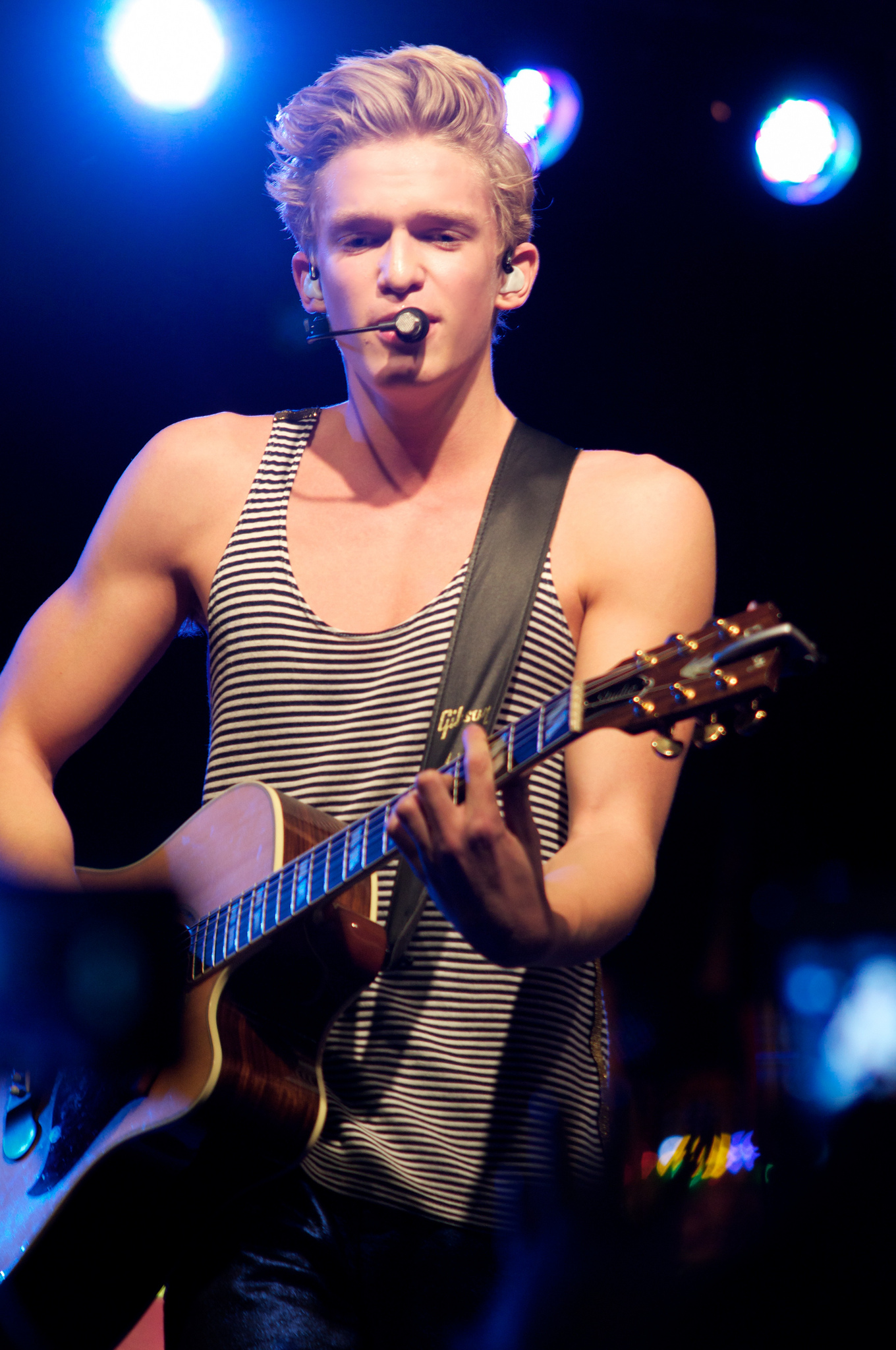
Simpson en Nevada, Las Vegas (25 de octubre de 2012)

El ascenso de Simpson al reconocimiento fue presentado en The 7.30 Report en diciembre de 2009. Lanzó su primer sencillo «iYiYi» (que cuenta con la participación del rapero estadounidense Flo Rida) el 15 de mayo de 2010. El video musical de su segundo sencillo «Summertime» fue lanzado el 20 de septiembre de 2010. Simpson se mudó a Los Ángeles en junio de 2010 con su familia a grabar sus canciones con Atlantic Records y su productor Shawn Campbell. Ese mismo mes, Simpson apareció en el programa de televisión Sunrise y participó en la gira "Camplified 2010" hasta agosto del 2010 junto a otros artistas, actuando alrededor de los Estados Unidos. El EP de Cody fue lanzado el 21 de diciembre de 2010 bajo el título «4 U», el cual incluye cinco canciones en total, cuatro de las cuales inéditas. Simpson grabó una nueva versión de la canción «I Want Candy» de The Strangeloves para la película Hop: Rebelde sin Pascua. En 2011 comenzó la gira "Waiting 4U" con el cantante estadounidense Greyson Chance en Ivins, Utah, y la terminó el 18 de mayo de 2011, en Portland, Oregón. Simpson también ha colaborado en conciertos de Justin Bieber junto con Carly Rae Jepsen.
El 23 de abril de 2011, Simpson lanzó el sencillo «On My Mind» y el 5 de agosto del mismo año lo interpretó en The Today Show. El 6 de agosto de 2011, Simpson comenzó su tour Coast to Coast Mall en Lake Grove, Nueva York para promocionar su segundo EP. Puso nueve fechas para la gira en los Estados Unidos y terminó en Orange, California el 18 de septiembre de 2011. Coast to Coast fue lanzado el 20 de septiembre de 2011 por Atlantic Records, y alcanzó el número 12 en la lista Billboard 200, habiendo llegado a la venta de 24.000 copias. El 22 de septiembre, se anunció que Cody Simpson compartiría mánager con Justin Bieber, contratando a Scooter Braun.

#### 2012–2014:Paradise, Surfers ParadiseyDancing with the Stars

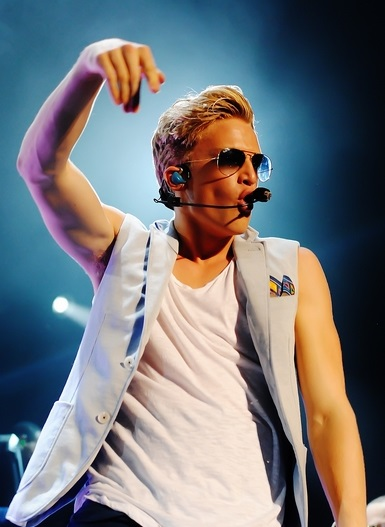
Cody Simpson en Montreal (2013)

El 12 de junio de 2012, Simpson lanzó su EP titulado Preview to Paradise, el cual contiene cuatro canciones de su siguiente álbum de estudio de debut, Paradise, que fue lanzado a la venta el 2 de octubre de 2012. En febrero de 2013, recorrió Europa, teniendo sus propias fechas para su gira y asistiendo al Believe Tour de Justin Bieber. Surfers Paradise fue lanzado el 16 de julio de 2013, siendo el primer álbum de Simpson debutando en el Top 10 del Billboard Hot 200. Durante el verano de 2013, encabezó el Paradise Tour, con actos de apertura protagonizados por Ryan Beatty y Before You Exit. El 19 de noviembre de 2013, lanzó un álbum acústico llamado «The Acoustic Sessions» con 5 canciones: «Pretty Brown Eyes», «All Day», «La Da Dee», «Wish U Were Here» y «Please Come Home For Christmas», este último grabado en una versión acústica.
El 4 de marzo de 2014, Simpson fue anunciado como una de las celebridades invitadas a participar en la temporada número 18 de  Dancing with the Stars en Good Morning America. Estuvo concursando con la bailarina profesional Witney Carson y fue eliminado en la quinta semana de la competición, terminando en el noveno puesto.
Desde el 30 de junio hasta el 14 de julio de 2014, Simpson hizo una gira acústica por Europa con el cantante Jackson Harris. En agosto de 2014 anunció que había abandonado Warner/Atlantic debido a ciertas diferencias.

#### 2015–2018:Free,Cody Simpson and the Tide yWave One
En 2015 Simpson se hace artista independiente partiendo de su antigua discográfica. Su álbum Free estaba previsto para el 23 de junio de 2015 pero se retrasó hasta el 10 de julio. Interpretó el primer sencillo llamado «Flower» en Good Morning America el 6 de febrero de 2015. Free es su primer álbum como artista independiente desde que dejó Atlantic Records para crear su propio sello, Coast House. El álbum fue producido por Cisco Adler e incluye colaboraciones como compositor con G. Love y Donavon Frankenreiter. Cody interpretó su sencillo «New Problems» en el programa Today de la NBC el 13 de julio de 2015. El 1 de noviembre de 2015 se informó que Cody se tomó un descanso de su larga carrera en solitario para formar una nueva banda con sus compañeros Adrian Cota y Khari Mateen.
En 2017, Simpson formó la nueva banda bajo el nombre de Cody Simpson and the Tide y debutó con el sencillo «Waiting for the Tide», el cual se inspiró en un poema escrito por Simpson que abordaba temas relacionados con la naturaleza como el aumento del nivel del agua y la conservación de los océanos. Cody and the Tide está compuesto por Cody Simpson como vocalista y guitarrista, Adrian Cota en la batería y Shareef "Reef" Addo en el bajo. El grupo lanzó su EP debut titulado Wave One en el otoño de 2017. El género que tocaba la banda es una mezcla de pop, rock, blues y surf-rock, y usaron sus diversas influencias y gustos musicales para crear Wave One. En su EP de cuatro pistas, Simpson canta sobre el amor, la unidad, el ecologismo y la conservación del océano. En agosto de 2018, el grupo publicó el vídeo musical de «Underwater» y en octubre realizaron una breve gira por el sur de California para presentar su EP. A principios de 2019, después de casi tres años juntos, la banda se separó. 

#### 2019–presente: vuelta al trabajo en solitario
Después de separarse de su banda y centrarse de nuevo en su carrera en solitario, Simpson lanzó su cuarto álbum de estudio B-sides compuesto por 19 canciones, así como la canción «Golden Thing» que escribió para Miley Cyrus el 18 de octubre de 2019 y que tuvo más de 1 millón de reproducciones en Spotify. Ese mismo año, participó en The Masked Singer Australia como "Robot" y ganó el concurso. Está previsto que publique su próximo álbum en solitario en 2020, el cual abarcará pop, rock y canciones urbanas.

### Actuación
Su debut televisivo tuvo lugar en 2014 cuando hizo un cameo en la comedia Instant Mom. En el 2015, Simpson apareció en la comedia televisiva estadounidense Cougar Town, representando el papel de un estudiante de instituto llamado Pete. A finales de 2017 fue elegido para interpretar el papel secundario en la película de suspense de Bret Easton Ellis, The Smiley Face Killers, junto al actor Crispin Glover. En octubre de 2018, debutó en el teatro cuando fue elegido en el musical de Broadway Anastasia como el personaje masculino principal, Dmitry, junto con John Bolton y Christy Altomare.

### Otros trabajos
En el 2012 fue embajador de marca de Build-A-Bear Workshop, Inc. Un año más tarde se convirtió en embajador para Teen Cancer America. En junio de 2017 fue nombrado el primer defensor del Programa de las Naciones Unidas para el Desarrollo (PNUD). En el mes de agosto fue nombrado embajador de la marca Bonds para la campaña Home Grown. También se presentó en la revista Stellar. En el año 2019 reveló ser miembro del equipo de élite de natación de Trojan de la Universidad de California Meridional (USC). En febrero de 2020 apareció en la nueva campaña de Bonds "WeGotsYou" de Australia y se espera que su libro "Príncipe Neptuno" se estrene en abril de 2020.

## Vida personal
Cody Simpson empezó una relación en 2013 con la modelo Gigi Hadid, la cual llegaría a su fin en 2015. En octubre del 2019 anunció públicamente su relación con la cantante y actriz Miley Cyrus.
Simpson tiene varios tatuajes: símbolos que representan el sol, el agua y la tierra en su antebrazo izquierdo, un ancla en su mano derecha, un sol debajo de su hombro derecho, la frase “Old man river” en su brazo, un cráneo y huesos entrecruzados en su pecho y un dibujo del tamaño del pulgar de Elvis Presley en su antebrazo.
Desde 2022 mantiene una relación con la nadadora Emma McKeon.

## Filmografía
| Año       | Título                             | Rol      | Notas                                                      |
| --------- | ---------------------------------- | -------- | ---------------------------------------------------------- |
| 2011      | So Random!                         | Él mismo | Artista musical invitado, interpretando «All Day»          |
| 2011      | PrankStars                         | Él mismo | Episodio "Walk the Prank", junto a Mitchel Musso y Zendaya |
| 2011      | N.B.T (Next Big Thing)             | Él mismo | Estrella invitada                                          |
| 2011      | Extreme Makeover: Home Edition     | Él mismo | Epsidio «The Walker Family»                                |
| 2012      | Bucket & Skinner's Epic Adventures | Él mismo | Episodio «Epic Break-up»                                   |
| 2012      | Finding Cody                       | Él mismo | Papel principal                                            |
| 2012      | Punk'd                             | Él mismo | Víctima                                                    |
| 2012      | Figure It Out                      | Él mismo | Participante                                               |
| 2012      | Cupcake Wars                       | Él mismo | Invitado/Jurado                                            |
| 2013      | Vergüenza ajena                    | Él mismo | Episodio «Cody Simpson», 3.ª temporada                     |
| 2013      | Golden Balls                       | Él mismo | Episodio 289, subcampeón                                   |
| 2013      | AwesomenessTV                      | Él mismo | Episodio «Zay Zay and Jo Jo's Halloween Tips», conductor   |
| 2014      | Instant Mom                        | Él mismo | Episodio «A Kids' Choice»                                  |
| 2014      | Dancing with the Stars             | Él mismo | Concursante en la 18.ª temporada                           |
| 2015      | One Crazy Crusie                   | Él mismo | Invitado Especial                                          |
| 2015      | Cougar Town                        | Pete     | Episodio 7, 6.ª temporada                                  |
| 2018-2019 | Anastasia                          | Dmitry   | Papel principal                                            |
| 2019      | The Masked Singer (Australia)      | Robot    | Participante / Ganador                                     |
| 2020      | Smiley Face Killers                | –        | Posproducción                                              |

## Discografía

### Álbumes de estudio
- 2012: Paradise
- 2013: Surfers Paradise
- 2015: Free
- 2019: Wave Two
- 2019: B-sides
- 2022: Cody Simpson

### EP
- 2010: 4 U
- 2011: Coast to Coast
- 2012: Preview to Paradise
- 2013: Surfers Paradise
- 2017: Wave One
- 2021: Prince Neptune: Singles & Rarites

### Sencillos
- «iYiYi» (con Flo-Rida)
- «All Day»
- «On My Mind»
- «Not Just You»
- «Angel»
- «So Listen» (con T-Pain)
- «Got Me Good»
- «Wish U Were Here» (con Becky G)
- « Surfboard»

### Otros sencillos / canciones
- «Summertime»
- «I Want Candy»
- «Love»
- «Hello»
- «I Love Girl»
- «Home to Mama» (con Justin Bieber)

## Giras musicales
- 2011: Waiting 4U Tour (con Greyson Chance)
- 2011: Coast to Coast Mall Tour
- 2012: Welcome to Paradise Tour
- 2012: Big Time Summer Tour (para Big Time Rush)
- 2013: Believe Tour (para Justin Bieber)
- 2013–14: Paradise Tour (con Ryan Beatty, Before You Exit y Plug in Stereo)
- 2014: The Acoustic Sessions Tour
- 2015: Free Tour

## Premios y nominaciones
| Año  | Premiación                                     | Trabajo                         | Resultado |
| ---- | ---------------------------------------------- | ------------------------------- | --------- |
| 2010 | Nickelodeon Australian Kids Choice Awards      | Fresh Aussie Musos              | Ganador   |
| 2010 | Breakthrough Of The Year Awards 2010           | Breakthrough Internet Sensation | Ganador   |
| 2010 | J-14 Teen Icon Awards 2010                     | Best Iconic Fans                | Nominado  |
| 2010 | J-14 Teen Icon Awards 2010                     | Tomorrow's Icon                 | Nominado  |
| 2010 | Capricho Awards 2010                           | International Singer            | Nominado  |
| 2010 | Hollywood Teen TV Awards                       | "Teen Pick Music: Male Artist"  | Nominado  |
| 2011 | Nickelodeon Australian Kids Choice Awards 2011 | Super Fresh Award               | Ganador   |
| 2011 | Nickelodeon Australian Kids Choice Awards 2011 | Australian Muso                 | Ganador   |
| 2011 | Nickelodeon Australian Kids Choice Awards 2011 | Favorite Aussie                 | Ganador   |
| 2014 | 2014 Kids' Choice Awards                       | Favorite Aussie Homegrown Act   | Ganador   |
| 2014 | Radio Disney Music Awards                      | Best Male Artist                | Nominado  |
| 2014 | Radio Disney Music Awards                      | Song That Makes You Smile       | Nominado  |
| 2014 | World Music Awards                             | World's Best Male Artist        | Nominado  |
| 2014 | Teen Choice Awards                             | Choice Music Breakout Artist    | Nominado  |
| 2014 | Oz Artist of the Year                          | Himself                         | Nominado  |
| 2015 | Huading Awards                                 | International Male Artist       | Ganador   |

## Palmarés internacional
| Juegos de la Mancomunidad | Juegos de la Mancomunidad | Juegos de la Mancomunidad | Juegos de la Mancomunidad |
| Año                       | Lugar                     | Medalla                   | Prueba                    |
| ------------------------- | ------------------------- | ------------------------- | ------------------------- |
| 2022                      | Birmingham ( Inglaterra)  | Medalla de oro            | 4x100 m libre             |
| 2022                      | Birmingham ( Inglaterra)  | Medalla de plata          | 4x100 m estilos           |